# Przemyślanin

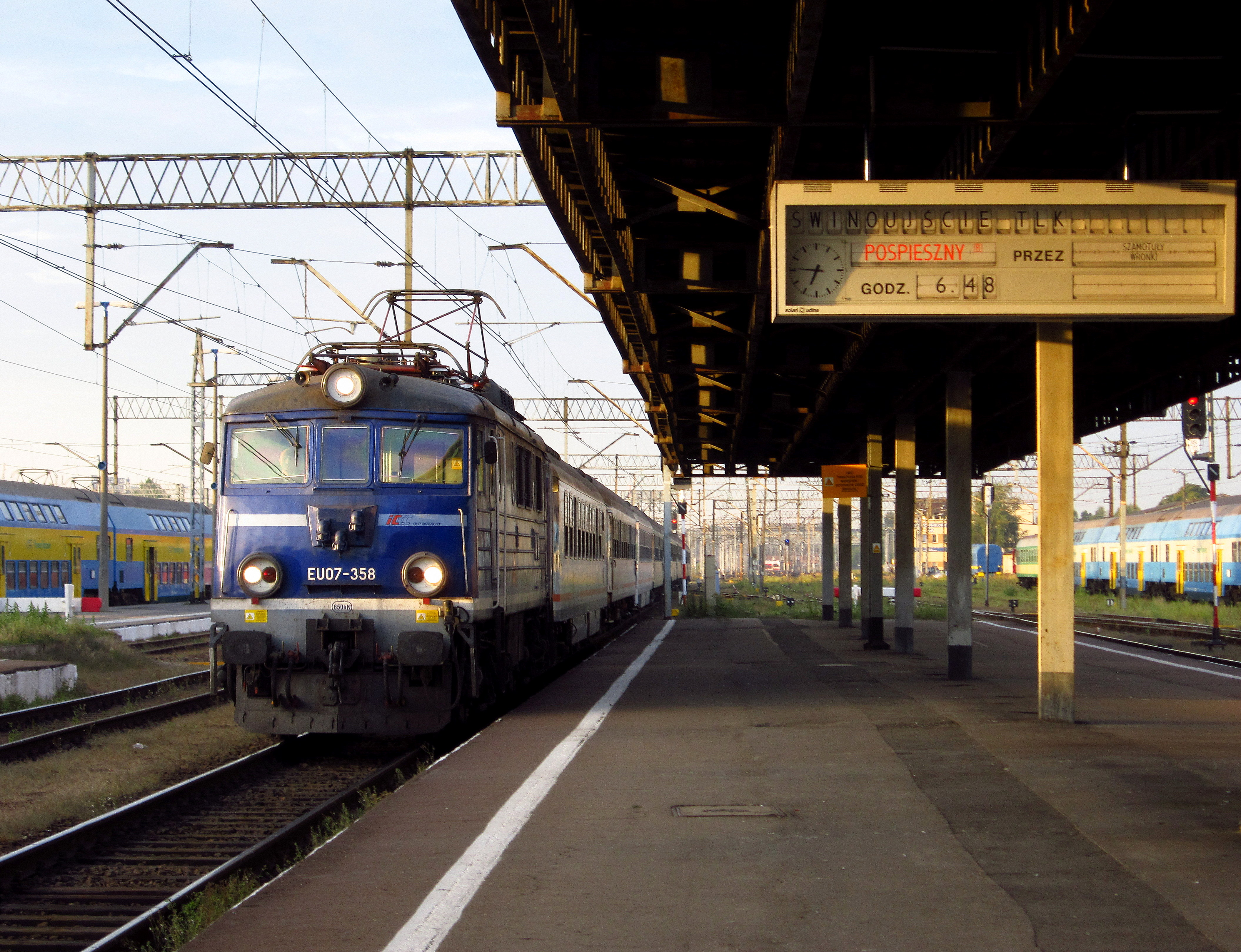
Lokomotiva řady EU07 v čele vlaku TLK 38510 „Przemyślanin“ (2012)

Przemyślanin je dálkový vlak, který provozuje polský železniční dopravce PKP Intercity v kategorii vnitrostátních dálkových vlaků, zkráceně TLK (Tanie Linie Kolejowe). Tento vlak na své trase mezi městy Přemyšl a Svinoústí překoná vzdálenost 1008 km, často je nazýván „polským Orient Expresem“.

## Trasa vlaku
Świnoujście – Międzyzdroje – Wolin Pomorski – Wysoka Kamieńska – Goleniów – Szczecin Główny – Szczecin Dąbie – Stargard – Choszczno – Dobiegniew – Krzyż Wielkopolski – Wronki – Szamotuły – Poznań Główny – Środa Wlkp. – Jarocin – Pleszew – Ostrów Wlkp. – Ostrzeszów – Kępno – Kluczbork – Lubliniec – Tarnowskie Góry – Bytom – Chorzów Miasto – Katowice – Mysłowice – Jaworzno Szczakowa – Trzebinia – Krzeszowice – Kraków Główny – Kraków Płaszów – Bochnia – Brzesko Okocim – Tarnów – Dębica – Ropczyce – Sędziszów Małopolski – Rzeszów Główny – Łańcut – Przeworsk – Jarosław – Przemyśl Zasanie – Przemyśl Główny.

## Řazení vlaku TLK 38260 „Przemyślanin“ v roce 2013/2014
| Plánované řazení v úseku: Przemyśl Główny – Świnoujście |

| Číslo vozu | Vůz řady  | Vozová třída             | Úsek                   | Železniční správa |
| ---------- | --------- | ------------------------ | ---------------------- | ----------------- |
| 18         | B99ouv    | 2. tř.                   | Przemyśl – Świnoujście | PKPIC             |
| 17         | B10ou     | 2. tř.                   | Przemyśl – Świnoujście | PKPIC             |
| 16         | B10ou     | 2. tř.                   | Przemyśl – Świnoujście | PKPIC             |
| 15         | B10ou     | 2. tř.                   | Przemyśl – Świnoujście | PKPIC             |
| 14         | A9ou      | 1. tř.                   | Przemyśl – Świnoujście | PKPIC             |
| 44         | Bc9ou     | lehátkový vůz, 2. tř.    | Przemyśl – Świnoujście | PKPIC             |
| 42         | WLAB10ouz | lůžkový vůz, 1. a 2. tř. | Przemyśl – Świnoujście | PKPIC             |
| 34         | Bc9ou     | lehátkový vůz, 2. tř.    | Przemyśl – Szczecin    | PKPIC             |
| 32         | WLAB10ouz | lůžkový vůz, 1. a 2. tř. | Przemyśl – Szczecin    | PKPIC             |
| 31         | Bc9ou     | lehátkový vůz, 2. tř.    | Przemyśl – Szczecin    | PKPIC             |